# Andrzej Kubica
Andrzej Kubica (Będzin, 7 juli 1972) is een  Pools voetballer. Na zijn tijd als prof, speelde hij in het seizoen 2012-2013 bij FC Piet L'Air.